# Bornholms Frie Idrætsskole
Bornholms Frie Idrætsskole er en friskole og prøveforberedende skole i Nyker på Bornholm. Skolen tilbyder Folkeskolens Afgangsprøve og
har 202 elever, fordelt på 0.-9. klassetrin i ét spor. Der er SFO for 0.-3. klasse og børnehave. Skolen har 38 ansatte.
Bornholms Frie Idrætsskole er en skole med fokus på idræt og ernæring. Der er fem ugentlige idrætstimer. Der er en obligatorisk madordning med sund og nærende kost, og eleverne undervises i ernæring.